# AMELX

AMELX  (Amelogenina ligada al cromosoma X) es la abreviatura para el gen Amelogenin X el cual se encuentra sobre el cromosoma X, por
lo cual se dice ligado al cromosoma X (X-linked, en inglés).
Este gen codifica un miembro de la familia de las amelogeninas, proteínas de la matriz extracelular.
Las amelogeninas están involucradas en la mineralización biológica durante el desarrollo del esmalte dental.
Cuando ocurre un splicing alternativo, esto produce múltiple variantes transcriptas, codificando diferentes isoformas.
El gen AMELX se encuentra el cromosoma X en la región Xp22.1-22.3 y tiene un tamaño de 3272 pares de bases (pb).

Este gen conjuntamente con el AMELY, se están usando cada vez más para la determinación de sexo en muestras
humanas.
Las mutaciones en el gen AMELX pueden causar amelogenesis imperfecta, un desorden del desarrollo del esmalte dental.